# Чергов
Чергов (словац. Čerhov, угор. Csörgő) — село в Словаччині в Требішовському окрузі Кошицького краю. Село розташоване на висоті 123 м над рівнем моря. Населення — 820 чол. (95 % — словаки). Вперше згадується в 1067 році. В селі є бібліотека та плавальний басейн.

## Географія
Протікає річка Гечка.

## Населення
| Рік:            | 1994. | 2004.    | 2014.   | 2024.   |
| --------------- | ----- | -------- | ------- | ------- |
| Кількість осіб: | 671   | 819      | 765     | 754     |
| Різниця:        |       | +22,05 % | -6,59 % | -1,43 % |

| Рік:            | 2023. | 2024. |
| --------------- | ----- | ----- |
| Кількість осіб: | 754   | 754   |
| Різниця:        |       | +0 %  |